# Паулина фон Вюртемберг (1810–1856)
Паулина Фридерика Мария фон Вюртемберг (на немски: Pauline Friederike Marie von Württemberg; * 25 февруари 1810, Щутгарт; † 7 юли 1856, Висбаден) е принцеса от Кралство Вюртемберг и чрез женитба херцогиня на Насау (23 април 1829 – 30 авугуст 1839).

## Биография
Тя е дъщеря на принц Паул фон Вюртемберг (1785 – 1852) и съпругата му принцеса Шарлота фон Саксония-Хилдбургхаузен (1787 – 1847), дъщеря на херцог Фридрих фон Саксония-Хилдбургхаузен-Алтенбург и Шарлота фон Мекленбург-Щрелиц. Тя е внучка на крал Фридрих I фон Вюртемберг. Родителите ѝ се разделят.
Херцогинята Паулина помага на населението и е обичана от него. Тя основава през 1857 г. „херберге“ за момичета. Умира на 7 юли 1856 г. на 46 години във Висбаден.

## Фамилия
Паулина се омъжва на 23 април 1829 г. в Щутгарт за херцог Вилхелм I фон Насау (1792 – 1839). Тя е втората му съпруга и племенница на първата му съпруга принцеса Луиза фон Саксония-Хилдбургхаузен (1794 – 1825). Бракът става нещастен. Той я тероризира и ѝ се присмива за глухотата ѝ. Животът си тя издава по-късно с титлата „Meine Leidensgeschichte“. Те имат децата: 
- дъщеря (1830 – 1830)
- Хелена фон Насау (1831 – 1888), омъжена на 26 септември 1853 г. за княз Георг Виктор фон Валдек-Пирмонт (1831 – 1893), син на княз Георг II фон Валдек-Пирмонт
- Николаус Вилхелм (1832 – 1905), принц на Насау, генерал-майор, женен на 1 юли 1868 г. в Лондон за Наталия Александровна Пушкина, графиня Меренберг (1836 – 1913) дъщеря на поета Александър Пушкин
- София Вилхелмина Мариана Хенриета (1836 – 1913), омъжена на 6 юни 1857 г. за Оскар II (1829 – 1907), крал на Швеция